# مات بومونت
مات بومونت (بالإنجليزية: Matt Beaumont)‏ (و. القرن 20  م) هو روائي، وكاتب بريطاني، ولد في إنجلترا، بدأ مشواره المهني سنة 2000.